# Abendroth & Root Manufacturing
Die Abendroth & Root Manufacturing Co. aus Newburgh im US-Bundesstaat New York wurde 1866 gegründet und stellte  Wasserboiler und anderes Sanitärmaterial her.

## Beschreibung
1906 entschloss man sich, ins Automobilgeschäft einzusteigen. Gebaut wurden Fahrzeuge der oberen Mittelklasse mit großen Vierzylindermotoren und dem Namen Frontenac. 1906 entstanden zwölf Wagen; im Folgejahr erreichte die Produktion mit 100 Stück ihren Höhepunkt. Bis 1913 wurden die Fahrzeuge noch in immer kleinerer Stückzahl gebaut. Von 1912 bis 1915 wurden 3- bis 5-Tonnen-Lastwagen mit Vierzylindermotoren und Kettenantrieb hergestellt. Dann gab die Firma den Automobilbau auf und konzentrierte sich wieder auf das Sanitärgeschäft.
Es ist nicht bekannt, wann das Unternehmen aufgelöst wurde. Ein Fahrzeug existiert noch.

## Modelle
| Modell   | Bauzeitraum          | Zylinder | Leistung       | Radstand | Aufbauten                                                  |
| -------- | -------------------- | -------- | -------------- | -------- | ---------------------------------------------------------- |
| 40/45 hp | 1906–1908            | 4 Reihe  | 45 bhp (33 kW) | 3150 mm  | Runabout 2 Sitze, Tourenwagen 5/7 Sitze, Limousine 7 Sitze |
| C        | 1909–1913            | 4 Reihe  | 45 bhp (33 kW) | 3150 mm  | Tourenwagen 7 Sitze                                        |
| D        | 1909–1910, 1912–1913 | 4 Reihe  | 45 bhp (33 kW) | 3150 mm  | Roadster 2 Sitze, Runabout 3 Sitze                         |
| E        | 1909–1910, 1912–1913 | 4 Reihe  | 45 bhp (33 kW) | 3150 mm  | Limousine 7 Sitze                                          |